# Griekenland op het Eurovisiesongfestival 2014

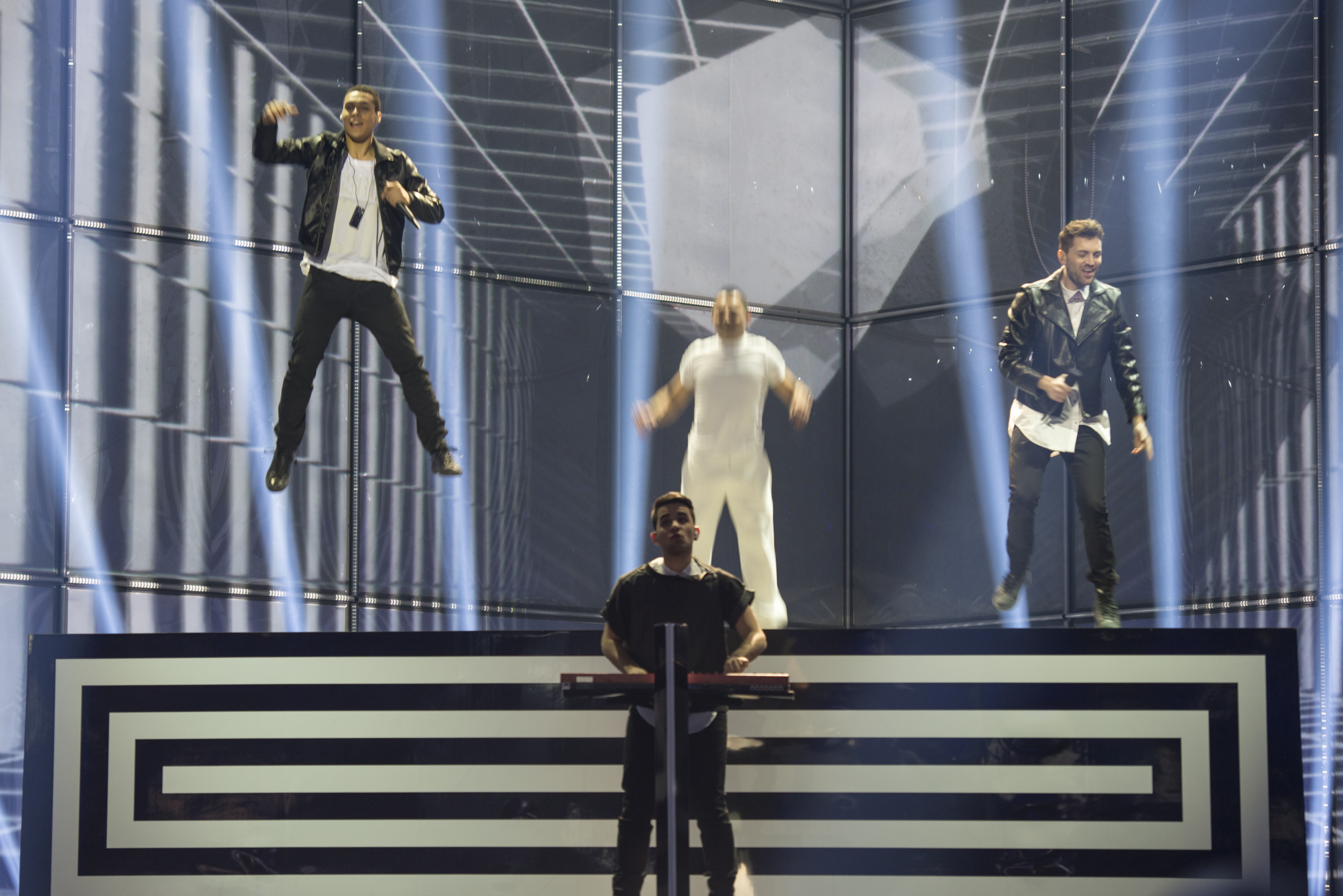
Freaky Fortune feat. RiskyKidd eindigde namens Griekenland op de twintigste plek in Kopenhagen

Griekenland nam deel aan het Eurovisiesongfestival 2014 in Kopenhagen, Denemarken. Het was de 35ste deelname van het land op het Eurovisiesongfestival. NERIT was verantwoordelijk voor de Griekse bijdrage voor de editie van 2014.

## Selectieprocedure
Griekse deelname aan het Eurovisiesongfestival 2014 leek lange tijd onzeker. Op 11 juni 2013 doekte de Griekse regering immers de Griekse staatsomroep, ERT, op. Deze operatie zou kaderen in het Europese besparingsprogramma, dat tegen eind 2013 4.000 Griekse staatsambtenaren moest laten afvloeien. Aangezien ERT het enige Griekse lid van de EBU was, werd deelname aan de liedjeswedstrijd de facto onmogelijk. De Griekse overheid maakte echter onmiddellijk duidelijk dat het van plan was later in 2013 een nieuwe openbare omroep op te richten.
Eind 2013 raakte bekend dat de nieuwe Griekse staatsomroep NERIT zou gaan heten, maar pas effectief zou beginnen met uitzendingen in maart 2014, ruim na deadline voor inschrijving. Er was echter een akkoord tussen de EBU enerzijds en NERIT en de Griekse overheid anderzijds. Zodra NERIT effectief zou worden opgestart, zou de omroep lid worden van de EBU. Ook deelname aan het Eurovisiesongfestival werd via een speciale regeling mogelijk gemaakt.
Net als in 2012 en in 2013 werd ervoor gekozen samen te werken met enkele privésponsors om deelname mogelijk te maken. Bovendien werd de nationale preselectie net als één jaar eerder niet op de openbare omroep uitgezonden, maar op de commerciële zender Mad TV. Op 11 februari werden de namen bekendgemaakt van de artiesten die zouden deelnemen aan Eurosong 2014, op 11 maart 2014. De show vond plaats in de Gazi Music Hall en werd gepresenteerd door Yorgos Kapoutzides en Despina Vandi. Uiteindelijk bleek Rise up van Freaky Fortune feat. RiskyKidd de meeste stemmen te hebben behaald.

## Eurosong 2014
11 maart 2014
| Plaats | Artiest                        | Lied                  | Jury  | Publiek | Totaal |
| ------ | ------------------------------ | --------------------- | ----- | ------- | ------ |
| 1      | Freaky Fortune feat. RiskyKidd | Rise up               | 14,50 | 22,33   | 36,83  |
| 2      | Kostas Martakis                | Kanenas de me stamata | 13,89 | 14,20   | 28,09  |
| 3      | Crystallia                     | Petalouda stin Athina | 12,35 | 9,72    | 22,07  |
| 4      | Mark Angelo feat. Josephine    | Dancing tonight       | 9,26  | 3,75    | 13,01  |

## In Kopenhagen
Griekenland moest in Kopenhagen eerst aantreden in de tweede halve finale, op donderdag 8 mei. Freaky Fortune feat. RiskyKidd trad als dertiende van vijftien acts op, na Sebalter uit Zwitserland en net voor Tinkara Kovač uit Slovenië. Bij het openen van de enveloppen bleek dat Griekenland zich had weten te plaatsen voor de finale. Na afloop van de finale werd duidelijk dat Freaky Fortune feat. RiskyKidd op de zevende plaats was geëindigd in de tweede halve finale, met 74 punten. Griekenland kreeg het maximum van twaalf punten van Wit-Rusland.
In de finale trad Freaky Fortune feat. RiskyKidd als tiende van 26 acts aan, net na Donatan & Cleo uit Polen en gevolgd door Conchita Wurst uit Oostenrijk. Aan het einde van de puntentelling stond Griekenland op de twintigste plaats, met 35 punten. Het was de slechtste Griekse prestatie op het Eurovisiesongfestival sedert 1998.
1974 · 1975 · 1976 · 1977 · 1978 · 1979 · 1980 · 1981 · 1982 · 1983 · 1984 · 1985 · 1986 · 1987 · 1988 · 1989 · 1990 · 1991 · 1992 · 1993 · 1994 · 1995 · 1996 · 1997 · 1998 · 1999-2000 · 2001 · 2002 · 2003 · 2004 · 2005 · 2006 · 2007 · 2008 · 2009 · 2010 · 2011 · 2012 · 2013 · 2014 · 2015 · 2016 · 2017 · 2018 · 2019 · 2020 · 2021 · 2022 · 2023 · 2024 · 2025
Albanië · Armenië · Azerbeidzjan · België · Denemarken · Duitsland · Estland · Finland · Frankrijk · Georgië · Griekenland · Hongarije · Ierland · IJsland · Israël · Italië · Letland · Litouwen · Macedonië · Malta · Moldavië · Montenegro · Nederland · Noorwegen · Oekraïne · Oostenrijk · Polen · Portugal · Roemenië · Rusland · San Marino · Slovenië · Spanje · Verenigd Koninkrijk · Wit-Rusland · Zweden · Zwitserland